# Squash-Mannschaftsweltmeisterschaft der Frauen 1983
Die 3. Mannschafts-Weltmeisterschaft der Frauen (englisch 1983 Women’s World Team Squash Championships) fand vom 31. Oktober bis 4. November 1983 in Perth, Australien, statt. Insgesamt nahmen neun Mannschaften teil.
Titelverteidiger Australien stand im Endspiel erneut England gegenüber und blieb ein weiteres Mal mit 2:1 siegreich. Dies war der zweite Titel für die australische Mannschaft. Im Spiel um Platz drei setzte sich Neuseeland mit 3:0 gegen Irland durch. Deutschland, das 1981 noch teilgenommen hatte, verzichtete auf die weite Reise nach Australien.

## Modus
Die teilnehmenden Mannschaften wurden gemäß ihrer Ergebnisse von der letzten Austragung in zwei Gruppen gelost. Innerhalb der Gruppe wurde im Round-Robin-Modus gespielt, die beiden bestplatzierten Mannschaften zogen ins Halbfinale ein.
Alle Mannschaften bestanden aus mindestens drei und höchstens vier Spielern, die in der Reihenfolge ihrer Spielstärke gemeldet werden mussten. Pro Begegnung wurden drei Einzelpartien bestritten. Eine Mannschaft hatte gewonnen, wenn ihre Spieler zwei der Einzelpartien gewinnen konnten. Die Spielreihenfolge der einzelnen Partien war unabhängig von der Meldereihenfolge der Spieler.

## Ergebnisse

### Vorrunde

#### Gruppe A
| Rang | Land               | Sp. | S | N | Sp.-Diff. | Punkte |
| ---- | ------------------ | --- | - | - | --------- | ------ |
| 1    | Australien         | 4   | 4 | 0 | 12:0      | 8      |
| 2    | Irland             | 4   | 3 | 1 | 8:4       | 6      |
| 3    | Vereinigte Staaten | 4   | 2 | 2 | 4:8       | 4      |
| 4    | Wales              | 4   | 1 | 3 | 5:7       | 2      |
| 5    | Schweden           | 4   | 0 | 4 | 1:11      | 0      |

| Australien         | – | Irland             | 3:0 |
| Australien         | – | Vereinigte Staaten | 3:0 |
| Australien         | – | Wales              | 3:0 |
| Australien         | – | Schweden           | 3:0 |
| Irland             | – | Vereinigte Staaten | 3:0 |
| Irland             | – | Wales              | 2:1 |
| Irland             | – | Schweden           | 3:0 |
| Vereinigte Staaten | – | Wales              | 2:1 |
| Vereinigte Staaten | – | Schweden           | 2:1 |
| Wales              | – | Schweden           | 3:0 |

#### Gruppe B
| Rang | Land       | Sp. | S | N | Sp.-Diff. | Punkte |
| ---- | ---------- | --- | - | - | --------- | ------ |
| 1    | England    | 3   | 3 | 0 | 9:0       | 6      |
| 2    | Neuseeland | 3   | 2 | 1 | 6:3       | 4      |
| 3    | Kanada     | 3   | 1 | 2 | 2:7       | 2      |
| 4    | Schottland | 3   | 0 | 3 | 1:8       | 0      |

| England    | – | Neuseeland | 3:0 |
| England    | – | Kanada     | 3:0 |
| England    | – | Schottland | 3:0 |
| Neuseeland | – | Kanada     | 3:0 |
| Neuseeland | – | Schottland | 3:0 |
| Kanada     | – | Schottland | 2:1 |

### Halbfinale
| Australien | – | Neuseeland | 2:1 |
| England    | – | Irland     | 3:0 |

### Finale
| Australien                                             | Finale | England                                                                     |
| ------------------------------------------------------ | --- | --------------------------------------------------------------------------- |
| Team Rhonda Thorne Carin Clonda Jan Miller Diane Davis | Datum: 4. November 1983 Ort: Perth \| Rhonda Thorne \| 2:9, 9:6, 5:9, 10:8, 10:8 \| Lisa Opie \| \| Carin Clonda \| 9:4, 9:5, 9:1 \| Martine Le Moignan \| \| Jan Miller \| 6:9, 4:9, 6:9 \| Angela Smith \| Resultat: 2:1 | Team Lisa Opie Martine Le Moignan Angela Smith Ruth Strauss Barbara Diggens |
| Rhonda Thorne                                          | 2:9, 9:6, 5:9, 10:8, 10:8 | Lisa Opie                                                                   |
| Carin Clonda                                           | 9:4, 9:5, 9:1 | Martine Le Moignan                                                          |
| Jan Miller                                             | 6:9, 4:9, 6:9 | Angela Smith                                                                |

## Abschlussplatzierungen
| Rang | Mannschaft         |
| 01.  | Australien         |
| 02.  | England            |
| 03.  | Neuseeland         |
| 04.  | Irland             |
| 05.  | Schottland         |
| 06.  | Vereinigte Staaten |
| 07.  | Wales              |
| 08.  | Kanada             |
| 09.  | Schweden           |